# Stephen Vincent Benét
Stephen Vincent Benét, född den 22 juli 1898 i Bethlehem i Pennsylvania, död den 13 mars 1943 i New York, var amerikansk författare och poet. Han var bland annat känd för sin versroman om det amerikanska inbördeskriget, John Brown's Body (1928), för vilken han vann Pulitzerpriset 1929. Han var bror till poeten William Rose Benét.

## Biografi
Benét var son till James Walker Benét, överste i amerikanska armén, och hans hustru. Även hans farfar var militär med brigadgenerals grad, utbildad vid United States Military Academy, och hade tjänstgjort i amerikanska inbördeskriget.
Vid omkring tio års ålder var Benét sänd till Hitchcock Military Academy och tog senare examen vid Albany Academy i New York och vid Yale University. Han var där, enligt Thornton Wilder, kraften bakom Yale Lit och stipendiat i Elizabethan Club, och publicerade sin första bok vid 17 års ålder. Han medverkade också på deltid i det tidiga Time magazine.
Under en tioårsperiod vid Yaleuniversitet hjälpte han unga poeter och publicerade de första böckerna av flera författare. Han gav själv ut flera verk i fantasy-genren och arrangerade librettot till en enaktsopera av Douglas Moore. År 1931 invaldes han som medlem i American Acedemy of Arts and Sciences.
Benét dog i en hjärtattack i New York och begravdes i Evergreen Cemetery i Stonington, Connecticut, där han hade ägt det historiska Amos Palmer House. Han tilldelades postumt Pulitzerpriset 1944 för Western Star, en oavslutad berättelse om tillståndet i USA.

## Litterära verk i urval
- Five Men and Pompey, 1915
- The Drug-Shop, or, Endymion in Edmonstoun (Yale University Prize Poem), 1917
- Young Adventure, 1918
- Heavens and Earth, 1920
- The Beginnings of Wisdom, 1921
- Young People's Pride, 1922
- Jean Huguenot, 1923
- The Ballad of William Sycamore, 1923
- King David, 1923
- Nerves, 1924 (tillsammans med John Farrar)
- That Awful Mrs. Eaton, 1924 (tillsammans med John Farrar)
- Tiger Joy, 1925
- The Mountain Whippoorwill: How Hill-Billy Jim Won the Great Fiddler's Prize, 1925
- Spanish Bayonet, 1926
- John Brown's Body, 1928
- The Barefoot Saint, 1929
- The Litter of Rose Leaves, 1930
- Abraham Lincoln, 1930 (filmmanus tillsammans med Gerrit Lloyd)
- Ballads and Poems, 1915–1930, 1931
- A Book of Americans, 1933 (tillsammans med Rosemary Carr Benét)
- James Shore's Daughter, 1934
- The Burning City, 1936 (innehåller 'Litany for Dictatorships')
- The Magic of Poetry and the Poet's Art, 1936
- By the Waters of Babylon, 1937
- The Headless Horseman, 1937
- Thirteen O'Clock, 1937
- Johnny Pye and the Fool Killer, 1938
- Tales Before Midnight, 1939
- The Ballad of the Duke's Mercy, 1939
- Nightmare at Noon, 1940
- Elementals, 1940–41 (radioprogram)
- Freedom's Hard-Bought Thing, 1941 (radioprogram)
- Listen to the People, 1941
- A Summons to the Free, 1941
- Cheers for Miss Bishop, 1941 (filmmanus tillsammans med Adelaide Heilbron, Sheridan Gibney)
- They Burned the Books, 1942
- Selected Works, 1942 (2 volymer)
- Short Stories, 1942
- Nightmare at Noon, 1942 (i The Treasury Star Parade, utgivna av William A. Bacher)
- A Child Is Born|A Child is Born, 1942 (radioprogram)
- They Burned the Books, 1942 (radioprogram)

Postumt utgivna verk
- Western Star, 1943 (oavslutad)
- Twenty Five Short Stories, 1943
- America, 1944
- O'Halloran's Luck and Other Short Stories, 1944
- We Stand United, 1945 (radiomanus)
- The Bishop's Beggar, 1946
- The Last Circle, 1946
- Selected Stories, 1947
- From the Earth to the Moon, 1958